# Ron Edwards

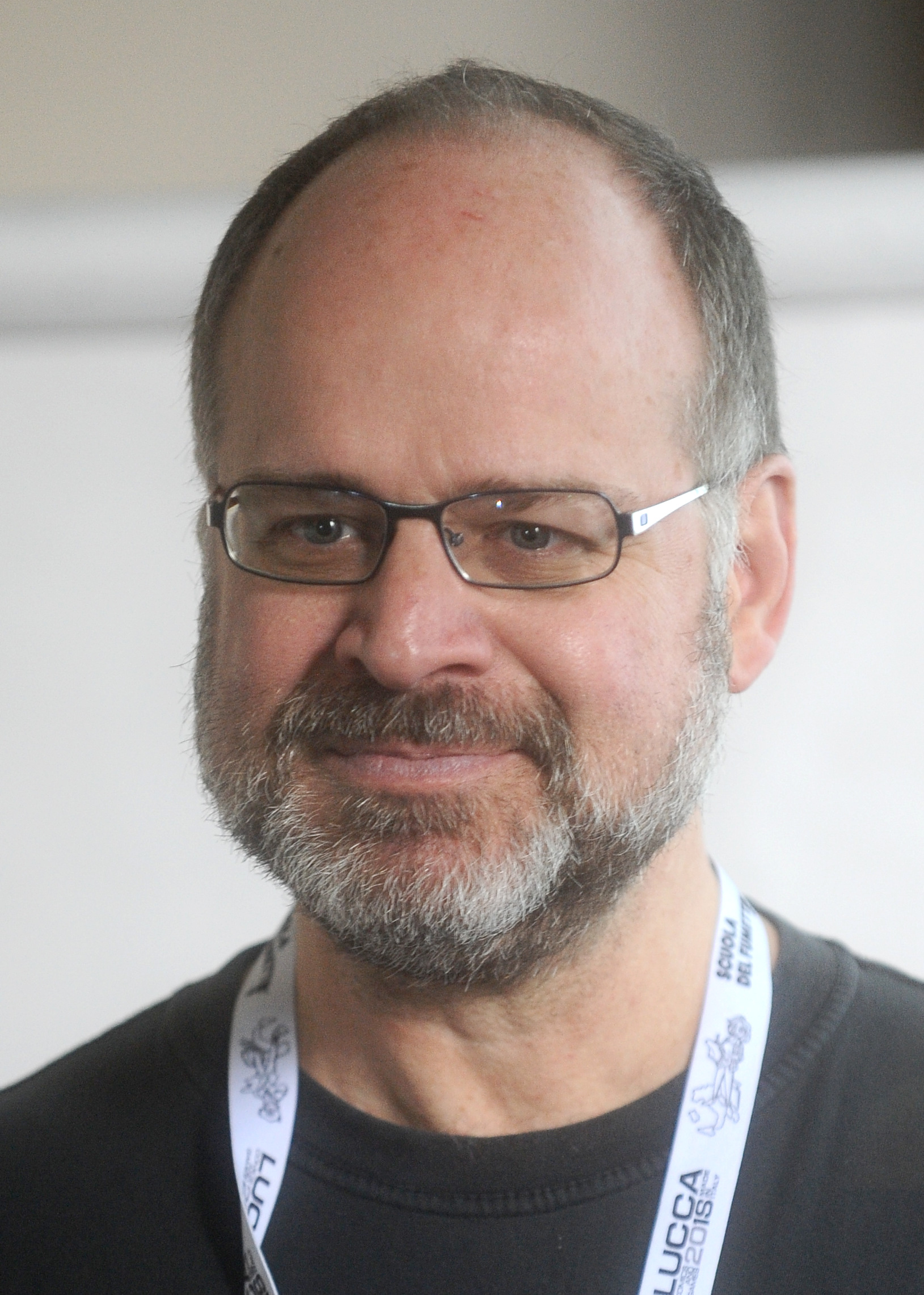
Ron Edwards a Lucca Comics & Games 2018

Ronald Edwards, comunemente conosciuto come Ron Edwards (San Diego, 4 settembre 1964), è un autore di giochi statunitense, noto principalmente per il suo contributo allo sviluppo della teoria dei giochi di ruolo ed in particolare del Big Model.

## Opere
Fonte:
- 1996. Sorcerer. ISBN 0-9709176-0-0
- 1999. Sorcerer & Sword. ISBN 0-9709176-1-9
- 2000. The Sorcerer's Soul. ISBN 0-9709176-2-7
- 2001. Elfs.
- 2002. Trollbabe
- Sex and Sorcery ISBN 0-9709176-3-5
- 2006. It Was a Mutual Decision.
- 2007. Spione:  Story Now in Cold War Berlin ISBN 978-0-9709-1767-6